# 维纳斯与战神
维纳斯与战神（意大利語：Venere e Marte；英語：Venus and Mars）是桑德罗·波提切利約於1483年繪成的作品，现藏于英国倫敦的国家美术馆。
爱神维纳斯和战神玛尔斯躺在一起。维纳斯穿着衣服，胸前挂着连接头发的饰品。端坐，两眼有神地看着玛尔斯。而玛尔斯则是半裸地睡着了。边上四个半羊人小鬼（法翁，faun）或者是半兽人（萨堤尔，satyr）在一旁戏弄熟睡的玛尔斯，穿着他的铠甲拿着他的武器，并且在他的耳边吹号角（象征战斗）。玛尔斯睡得像块木头，环绕背景的是一片爱神树林（Myrtle Trees）。整个画面构图平稳，宁静。象征爱的力量征服了战争。